# Surveyor 1
Surveyor 1 var en obemannad rymdsond från NASA, med uppdrag att landa på och fotografera månen. Den sköts upp från Cape Canaveral, med en Atlas LV-3C Centaur-D raket, den 30 maj 1966. Tre dagar senare landade farkosten på Stormarnas ocean. Sonden tog 11 240 fotografier av landningsplatsen och mätte bland annat temperaturen på månen yta.

### Fotnoter
1. ↑  ”NASA Space Science Data Coordinated Archive” (på engelska). NASA. https://nssdc.gsfc.nasa.gov/nmc/spacecraft/display.action?id=1966-045A. Läst 24 mars 2020.